# 希薄磁性半導体
希薄磁性半導体（きはくじせいはんどうたい）は、化合物半導体の結晶内の一部を、磁性を持つ原子（鉄、マンガン、クロムなど）で置換した磁性半導体である。略してDMS（Diluted Magnetic Semiconductor）
第一原理計算に代表される理論面からも、分子線エピタキシーなどによる結晶成長による実験的面からも、研究がなされている。
現在の希薄磁性半導体の弱点は、キュリー温度の低さである。ほとんどの物は液体窒素等で冷却した場合にのみ強磁性を示し、室温では磁性が消失してしまう。室温で強磁性を示す物の報告もあるが、未だ実験室レベルでの話であり、実用化にはまだ時間がかかると考えられている。

## DMSの例
- (In, Mn)As （インジウムマンガン砒素）
- (Ga, Mn)As （ガリウムマンガン砒素）
- (Ga, Mn)N （ガリウムマンガンナイトライド）
- (Zn, Cr)Te （ジンククロミウムテルライド）

(A, B)Cという書き方は、AサイトをBの原子が置換しているということを強調するために書かれる。いくつか流儀があり、これが絶対ではない。

## 関連記事
- スピントロニクス
- 半導体
- 物性物理学